# 429 Lotis
429 Lotis este un asteroid din centura principală, descoperit pe 23 noiembrie 1897, de Auguste Charlois.